# Davidoff Swiss Indoors 2002
Davidoff Swiss Indoors 2002 — тенісний турнір, що проходив на кортах з твердим покриттям у місті Базель, Швейцарія з 21 жовтня . Належав до категорії ATP International Series, був турніром серії Swiss Indoors 2002 року.

## Фінальна частина

### Одиночний розряд
Давід Налбандян —  Фернандо Гонсалес 6–4, 6–3, 6–2

### Парний розряд
Боб Браян /  Майк Браян —  Марк Ноулз (тенісист) /  Деніел Нестор 7–6(7–1), 7–5